# 葉連娜·邦納

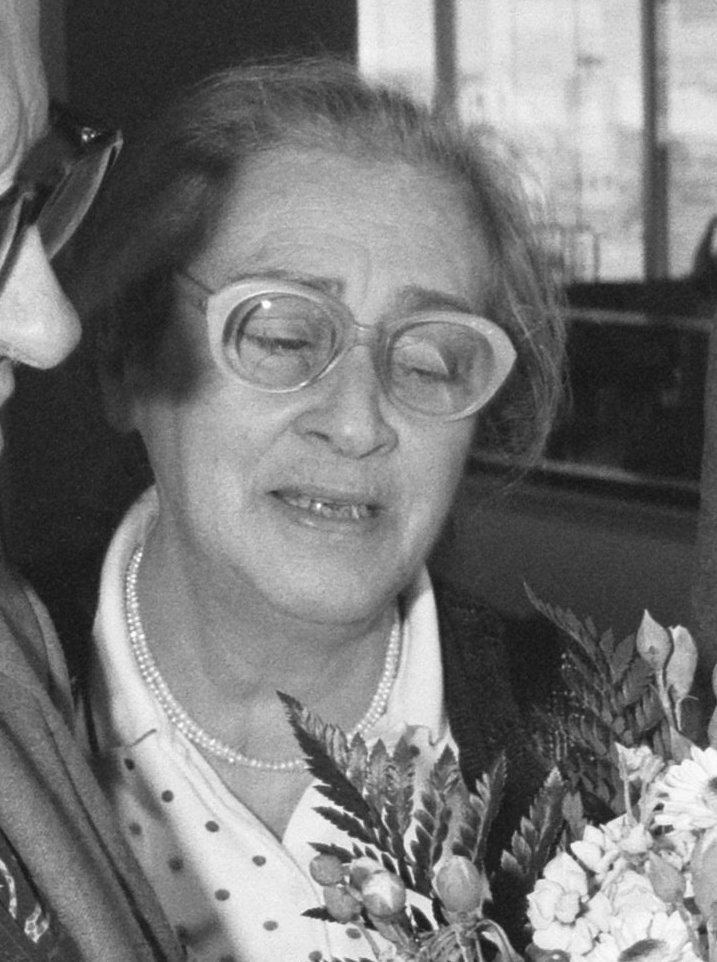
葉連娜·邦納（攝於1989年）

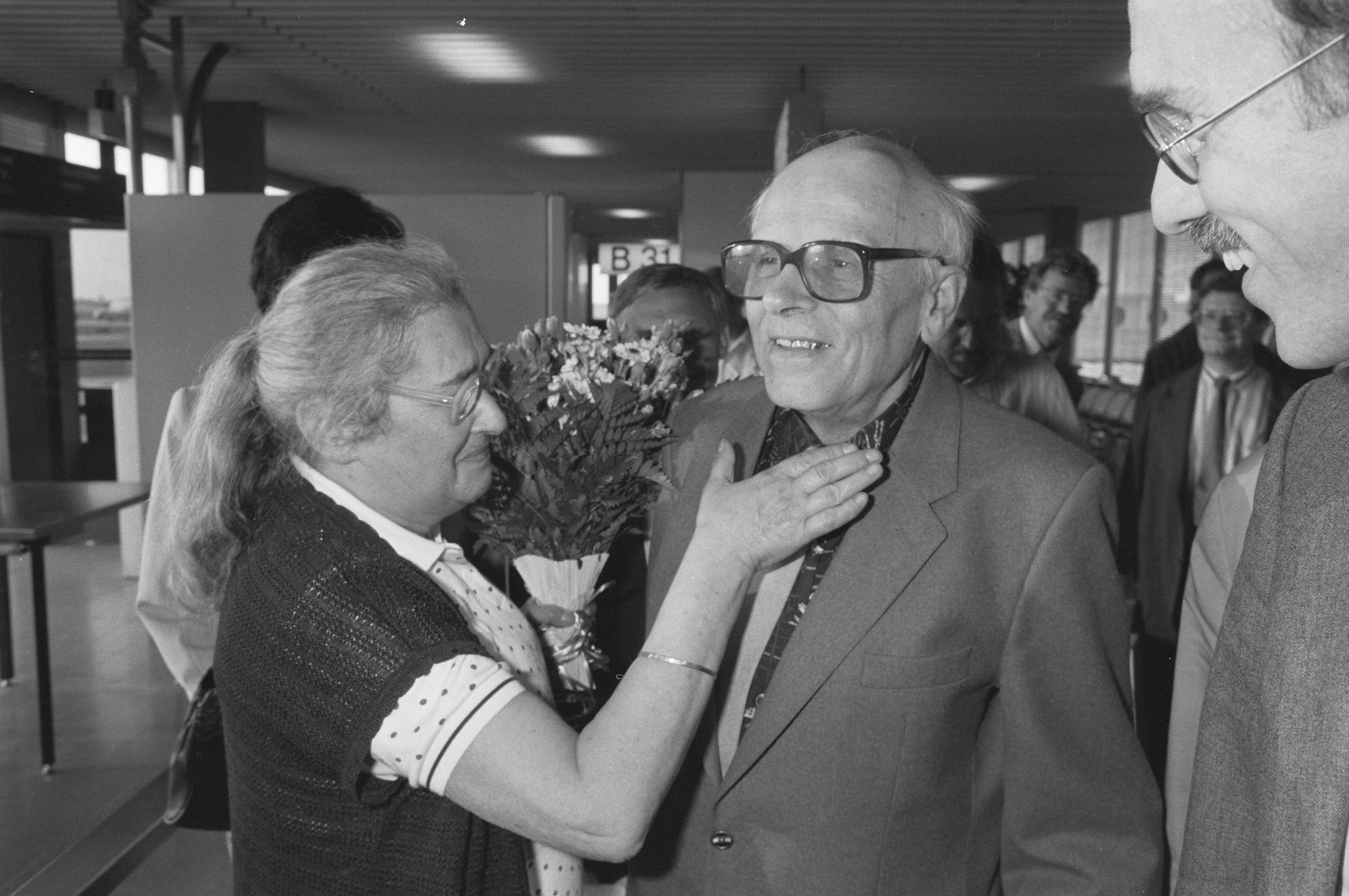
1989年，葉連娜·邦納與安德烈·萨哈罗夫夫妻

葉連娜·格奧爾基耶芙娜·邦納（俄语：Елена Георгиевна Боннэр，1923年2月5日—2011年6月18日）是前蘇聯人權活動人士，她是蘇聯著名核物理學家及人權活動人士安德烈·萨哈罗夫的第二任妻子。
邦納於1923年在土庫曼梅爾夫出生，她的母親是猶太人，父親是亞美尼亞人。在前蘇聯領導人斯大林的統治下，她的父親在1938年被處決，母親被判勞改。
邦納在結束其護士生涯後，於1972年與核物理學家和異議人士薩哈羅夫結婚。兩人都公開批評核武器擴散。當蘇聯政府在1975年禁止薩哈羅夫前去領取他的諾貝爾和平獎時，邦納到奧斯陸代表他領了獎。
1980年，薩哈羅夫因為批評蘇聯入侵阿富汗，被當局流放到高爾基（今下诺夫哥罗德），1984年邦納也被流放到高爾基，他們到1986年戈爾巴喬夫執政時才獲准返回莫斯科。薩哈羅夫於1989年去世。邦納曾經公開批評俄羅斯在車臣的軍事行動，她也批評俄羅斯前總統葉利欽和普京。
2011年，邦納在美國波士頓因心臟病去世，享年88歲。她生前與兒子和女兒住在波士頓。